# Siri Baruc
Siri Baruc (n. 29 de octubre de 1978) es una actriz canadiense conocida por sus papeles de Darla en Beyond Paradise y Ashley Harper en Thralls.

## Filmografía
| Año       | Título                  | Papel            | Observaciones    |
| --------- | ----------------------- | ---------------- | ---------------- |
| 1998      | Beyond Paradise         | Darla            |                  |
| 2004      | Nothing Like Dreaming   | Lara Thompson    | Papel secundario |
| 2004      | Thralls                 | Ashley           | Protagonista     |
| 2005      | Glass Trap              | Sharon           |                  |
| 2005      | Kiss Me Again           | Tara             |                  |
| 2005      | At Last                 | Kate             |                  |
| 2006      | The Foursome            | Karen Smith      |                  |
| 2007      | The Ten                 | Natalie Freyberg |                  |
| 2007      | Unholy                  | Hope             |                  |
| 2007      | Mega Snake              | Erin             |                  |
| 2008-2010 | Law & Order             |                  |                  |
| 2009      | Tommy and the Cool Mule | Sharon Braxxton  |                  |
| 2009      | The Jailhouse           | Grace            |                  |
| 2009      | War Wolves              | Casey            |                  |
| 2009      | All Me, All the Time    | Taylor           |                  |